# Берг (Тургау)
Берг (нем. Berg TG) — коммуна в Швейцарии, в кантоне Тургау.
Входит в состав округа Вайнфельден. Население составляет 3058 человек (на 31 декабря 2007 года). Официальный код  —  4891.

## Известные жители
- Бури, Анита (р. 1978) — фотомодель и танцовщица, победительница конкурса «Мисс Швейцария» 1999 года.